# Szabły Młode
Szabły Młode – wieś w Polsce położona w województwie podlaskim, w powiecie łomżyńskim, w gminie Śniadowo.
Szabły Młode są jedną z większych miejscowości w gminie Śniadowo. Zabudowa miejscowości ma charakter szeregówki. Przez Szabły Młode przepływa struga o nazwie Jakać.
Wierni kościoła rzymskokatolickiego należą do parafii Wniebowzięcia Najświętszej Maryi Panny w Śniadowie.

## Historia
Według legendy Szabły Młode i Stare Szabły były dawniej jedną osadą, jej właścicielem był niejaki Szabała, od którego początek swój wiedzie ród Szabłowskich h Bończa. Szabłowski później rozdzielił swój majątek ziemski, część nowszą przekazał młodszemu synowi, a starszą część starszemu synowi (stąd nazwy Szabły Młode i Szabły Stare)
Wieś szlachecka położona była w drugiej połowie XVI wieku w powiecie łomżyńskim ziemi łomżyńskiej. W latach 1921–1939 wieś leżała w województwie białostockim, w powiecie łomżyńskim, w gminie Śniadowo.
Według Powszechnego Spisu Ludności z 1921 roku wieś zamieszkiwało 125 osób w 22 budynkach mieszkalnych. Miejscowość należała do parafii rzymskokatolickiej w Śniadowie. Podlegała pod Sąd Grodzki i Okręgowy w Łomży; właściwy urząd pocztowy mieścił się w Śniadowie.
W wyniku napaści ZSRR na Polskę we wrześniu 1939 miejscowość znalazła się pod okupacją sowiecką. Od czerwca 1941 roku pod okupacją niemiecką. Od 22 lipca 1941 do 1945 włączona w skład Landkreis Lomscha, Bezirk Bialystok III Rzeszy. W latach 1975–1998 miejscowość administracyjnie należała do województwa łomżyńskiego.